# Marcgraviastrum glossostipum
Marcgraviastrum glossostipum är en tvåhjärtbladig växtart som beskrevs av De Roon och Bedell. Marcgraviastrum glossostipum ingår i släktet Marcgraviastrum och familjen Marcgraviaceae. Inga underarter finns listade i Catalogue of Life.